# Nyamyano
Nyamyano är ett vattendrag i Burundi.   Det ligger i provinsen Ngozi, i den norra delen av landet, 70 km nordost om huvudstaden Bujumbura.
Omgivningarna runt Nyamyano är en mosaik av jordbruksmark och naturlig växtlighet. Runt Nyamyano är det tätbefolkat, med 266 invånare per kvadratkilometer.